# Ōizumi
Ōizumi (大泉町 Ōizumi-machi?) es un pueblo en la prefectura de Gunma, Japón, localizado en la parte central de la isla de Honshū, en la región de Kantō. El 1 de marzo de 2021 tenía una población estimada de 41 681 habitantes y una densidad de población de 2312 personas por km².

## Geografía
Ōizumi se encuentra en el extremo sureste de la prefectura de Gunma, en la margen izquierda del río Tone, que lo separa de Saitama. Limita con la ciudad de Ōta y los pueblos de Chiyoda y Ōra, así como con la ciudad de Kumagaya en la prefectura de Saitama.

## Historia
Las villas de Ōkawa y Koizumi se crearon dentro del distrito de Ōra el 1 de abril de 1889. Koizumi fue elevada al estatus de pueblo el 25 de julio de 1902. El 31 de marzo de 1957 se fusionó con la villa de Ōkawa y pasó a llamarse Ōizumi. Los planes para fusionarse con la vecina Chiyoda en 2004 y con Ōta en 2008 fueron rechazados por la asamblea local del pueblo.

## Economía
Ōizumi tiene una base industrial, con instalaciones de fabricación que incluyen plantas de Ajinomoto, Sanyo, Toppan, Maruha Nichiro y Fuji Heavy Industries (que anteriormente era la planta de la compañía aeronáutica Nakajima).

## Demografía
Según los datos del censo japonés, la población de Ōizumi ha crecido en los últimos 60 años.
| Gráfica de evolución demográfica de Ōizumi entre 1940 y 2015 |
|                                                              |
| Oficina de Estadística de Japón                              |